# Simor Mór
Simor Mór (Lekér, 1849. szeptember 16. - Nagycétény, 1933. december 25.) nagycétényi plébános, esperes.

## Élete
Szülei Simor (Szimor) Mátyás lekéri kocsmáros és Burdan Franciska voltak. Testvére Mária (1851) volt.
1860-1868 között az esztergomi bencés főgimnáziumban tanult, ahol gyarapította a gimnázium éremgyűjteményét is.
1872. szeptember 21-én szentelték fel, miután elvégezte a teológiát a Szent István Szemináriumban. 1873-tól honvéd lelkész. 1872 decemberétől, de még 1877-ben is Balázsi Gergely plébános alatt volt káplán Nagycétényben. 1883. október 16-tól Ímelyen szolgált mint plébános. 1891-től haláláig Nagycétényben volt plébános. Alatta szolgált káplánként többek között Druga László és Németh Géza is, aki a nemespanni orgonavásárlás motiválója lehetett. 
1884-től a Szent István Társulat tagja. 1898-tól a Nagy-Czétény, Kis-Czétény, Nemes-Pann községi hitelszövetkezet igazgatósági tagja. 1901-ben többed magával nyilatkozatban állt ki Vincze Károly esperes mellett, amikor őt rágalom érte. 1907-ben kicseréltette a nagycétényi templom tornyának tetőzetét és keresztjét. 1929-ben 300 koronát áldozott a nemespanni templom harangjaira. Utódja 1934-től Várady Béla volt.
A nagycétényi temetőben nyugszik. Cservenka Kálmán esperes végezte a gyászszertartást, búcsúbeszédet Nagy Lajos nagykéri esperes mondott. Staniek József gyógyszerész az unokahúga Horváth Etelka férje volt.